# Prix Paul-Yuzyk
 (février 2021).
 (février 2021).
Le prix Paul-Yuzyk commémore le patrimoine légué par le sénateur Paul Yuzyk (en), qui fut le premier à désigner le multiculturalisme comme l’une des caractéristiques fondamentales de l’identité du Canada.
Le prix Paul-Yuzyk pour le multiculturalisme a été créé en 2009 par le gouvernement du Canada et est remis à des citoyens et à des groupes au sein de collectivités partout au Canada qui se sont distingués par leurs contributions exceptionnelles au multiculturalisme et à la diversité. Le prix est décerné chaque année dans les catégories « Ensemble des réalisations » et « Réalisation exceptionnelle ».  
Les candidats doivent faire l’objet d’une mise en candidatures. Le lauréat reçoit un certificat d’honneur et doit choisir une organisation canadienne sans but lucratif, dûment enregistrée, qui reçoit alors une subvention de 20 000 $.

## Lauréats
- 2009 John Yaremko pour l’Ensemble des réalisations[2].